# ونیشی (آلاسکا)
ونیشی (به انگلیسی: Venetie) شهری در ناحیه سرشماری یوکان-کویوکوک ایالت آلاسکا است که جمعیت آن در سرشماری سال ۲۰۰۰ میلادی ۲۰۲ نفر بوده‌است.